# Енгельгардт Василь Павлович
Василь Павлович Енгельгардт (рос. Василий Павлович Энгельгардт; 16 (29) липня 1828 — 1915) — російський астроном і громадський діяч, син Павла Енгельгардта, що був паном Тараса Шевченка.

## Життєпис
Виходець з відомого дворянського роду Енгельгардтів. У 1847 закінчив Петербурзьке училище правознавства, після чого служив у 1-му і 5-м департаментах Урядового сенату. У 1853 вийшов у відставку і присвятив себе заняттям астрономією.
У 1875 оселився в Дрездені, де на власні кошти в 1879 побудував Велику обсерваторію, в якій одноосібно, без помічників пропрацював до 1897. Основні роботи Енгельгардта присвячені дослідженням комет, астероїдів, туманностей і зоряних скупчень. У 1879—1894 виконав спостереження 50 комет і 70 астероїдів. З 1883 досліджував туманності й зоряні скупчення, склав каталог понад 400 туманностей. Починаючи з 1886, спостерігав 829 зір каталогу Брадлея з метою виявлення у них зірок-супутників.
В кінці 1890-х років через погіршення стану здоров'я Енгельгардт відійшов від практичних спостережень і передав все обладнання Великої обсерваторії в дар Казанському університету, ректором якого був його друг Д. І. Дубяго. Нова обсерваторія Казанського університету, оснащена інструментами Енгельгардта, була відкрита в 1901 і з 1903 по 1931 називалася Енгельгардтовскою. До кінця життя Енгельгардт брав активну участь у будівництві та організації роботи нової обсерваторії, а в своєму заповіті передав Казанському університету все своє майно і капітал на розвиток обсерваторії.
У 1889 обраний почесним доктором Казанського університету, в 1890 — членом-кореспондентом Російської академії наук.

### Громадська діяльність
Протягом багатьох років Енгельгардт збирав матеріали з російської історії і передавав свої колекції Росії.
Був близьким другом М. І. Глінки. Після кончини Глінки в Берліні в лютому 1857, Енгельгардт у травні того ж року організував перенесення його праху на батьківщину, на Тихвінське кладовище. Крім того, Енгельгардт передав своє зібрання рукописів Глінки Публічній бібліотеці в Петербурзі, поклавши цим основу архіву композитора, а також видав партитури опер М. І. Глінки та інших його симфонічних творів. Згодом, на прохання В. В. Стасова Енгельгардт написав спогади про М. І. Глінку і О. С. Даргомижського.
В кінці 1890-х, відійшовши від астрономічних досліджень, Енгельгардт займався збором матеріалів про Швейцарський похід О. В. Суворова, які передав Суворовському музею в Петербурзі. Колекції матеріалів були зібрані Енгельгардтом до 100-річчя Вітчизняної війни 1812 року.
Велику цінність являє також листування Енгельгардта з відомими діячами культури (з М. І. Глінкою, Ф. Лістом, Г. Бюловим, знаменитим мистецтвознавцем В. В. Стасовим, його колишнім товаришем по училищу правознавства).

## Увічнення пам'яті
- Ім'я Енгельгардта носить астрономічна обсерваторія Казанського університету;
- У 1970 рішенням XIV з'їзду Міжнародного астрономічного союзу ім'я Енгельгардта було присвоєно кратеру на Місяці.

## Публікації
- Observations astronomiques, faites par V. d 'Engelhardt a son Observatoire a Dresde. / / Dresde, 1886—1895

## Виноски
1. ↑  Pas L. v. Genealogics — 2003.
2. ↑  В. М. Калыгина Василий Павлович Энгельгардт. К 175-летию со дня рождения (1828) [Архівовано 7 жовтня 2011 у Wayback Machine.]